# Telebasis racenisi
Telebasis racenisi – gatunek ważki z rodziny łątkowatych (Coenagrionidae). Występuje na terenie Ameryki Południowej.